# José Luis Salgado
José Luis Salgado Gómez (Mexikóváros, 1966. április 3. – ) mexikói válogatott labdarúgó. 

## Pályafutása

### Klubcsapatban
Mexikóvárosban született. Pályafutását 1985-ben kezdte a Pumas UNAM csapatában, melynek tagjaként 1989-ben megnyerte a CONCACAF-bajnokok kupáját. 1990 és 1991 között a Tecos UAG együttesében szerepelt. 1991 és 1992 között a Monterreyt erősítette, majd visszatért a Tecos UAG csapatához, mellyel 1994-ben bajnoki címet szerzett. 1995-től 2000-ig a Club América játékosa volt. 2000 és 2001 között a León, 2001 és 2002 között a Monarcas Morelia labdarúgója volt.

### A válogatottban
1987 és 1995 között 3 alkalommal szerepelt az mexikói válogatottban. Részt vett az 1994-es világbajnokságon.

## Sikerei, díjai
Pumas UNAM
- CONCACAF-bajnokok kupája (1): 1989

CF Monterrey
- Mexikói kupagyőztes (1): 1991–92

Tecos UAG
- Mexikói bajnok (1): 1993–94
- Kupagyőztesek CONCACAF-kupája (1): 1995